# Aachener Turn- und Sportverein Alemannia 1900 1989-1990
Questa voce raccoglie le informazioni riguardanti l'Aachener Turn- und Sportverein Alemannia 1900 nelle competizioni ufficiali della stagione 1989-1990.

## Stagione
Nella stagione 1989-1990 l'Alemannia, allenato da Rolf Grünther, Dietmar Grabotin, Mustafa Denizli e Eckhard Krautzun, concluse il campionato di 2. Bundesliga al 19º posto. In Coppa di Germania l'Alemannia fu eliminato al primo turno dal Magonza.

## Rosa
| N. |                      | Ruolo | Calciatore          |
| -- | -------------------- | ----- | ------------------- |
|    | Germania (bandiera)  | P     | Johannes Kau        |
|    | Finlandia (bandiera) | P     | Petteri Korkala     |
|    | Germania (bandiera)  | D     | Withold Bolda       |
|    | Germania (bandiera)  | D     | Michael Dämgen      |
|    | Germania (bandiera)  | D     | Andreas Goss        |
|    | Germania (bandiera)  | D     | Peter Jackisch      |
|    | Germania (bandiera)  | D     | Thomas Krisp        |
|    | Germania (bandiera)  | D     | Johannes Nelles     |
|    | Germania (bandiera)  | D     | Frank Schlutter     |
|    | Germania (bandiera)  | D     | Bernhard Trares     |
|    | Germania (bandiera)  | D     | Manfred Vigna       |
|    | Germania (bandiera)  | C     | Jörg Beyel          |
|    | Germania (bandiera)  | C     | Hans-Jürgen Brunner |
|    | Germania (bandiera)  | C     | Norbert Buschlinger |
|    | Germania (bandiera)  | C     | Holger Gresens      |
|    | Germania (bandiera)  | C     | Markus Högner       |

| N. |                        | Ruolo | Calciatore        |
| -- | ---------------------- | ----- | ----------------- |
|    | Serbia (bandiera)      | C     | Vlado Jelic       |
|    | Germania (bandiera)    | C     | Ralf Jörres       |
|    | Germania (bandiera)    | C     | Achim Kockjoy     |
|    | Germania (bandiera)    | C     | Detlef Krella     |
|    | Germania (bandiera)    | C     | Ingo Küpper       |
|    | Germania (bandiera)    | C     | Hans-Peter Lipka  |
|    | Polonia (bandiera)     | C     | Waldemar Prusik   |
|    | Germania (bandiera)    | C     | Gero Wendt        |
|    | Germania (bandiera)    | C     | Josef Zschau      |
|    | Germania (bandiera)    | C     | Bernd Zumbe       |
|    | Germania (bandiera)    | A     | Günter Delzepich  |
|    | Germania (bandiera)    | A     | Helmut Rombach    |
|    | Paesi Bassi (bandiera) | A     | Jeffrey Rosenau   |
|    | Russia (bandiera)      | A     | Mikhail Rusayev   |
|    | Germania (bandiera)    | A     | Thomas Schneider  |
|    | Germania (bandiera)    | A     | Egbert Zimmermann |

## Organigramma societario
Area tecnica
- Allenatore: Eckhard Krautzun
- Allenatore in seconda:
- Preparatore dei portieri:
- Preparatori atletici:

## Calciomercato

### Sessione estiva
| Acquisti | Acquisti         | Acquisti          | Acquisti |
| R.       | Nome             | da                | Modalità |
| -------- | ---------------- | ----------------- | -------- |
| D        | Michael Dämgen   | Uerdingen 05      |          |
| D        | Peter Jackisch   | Bochum            |          |
| C        | Achim Kockjoy    | Westwacht Aachen  |          |
| C        | Detlef Krella    | Kickers Offenbach |          |
| D        | Thomas Krisp     | Türk SV München   |          |
| C        | Waldemar Prusik  | Śląsk Breslavia   |          |
| A        | Thomas Schneider | Arminia Hannover  |          |
| D        | Bernhard Trares  | Darmstadt         |          |

| Cessioni | Cessioni         | Cessioni                | Cessioni |
| R.       | Nome             | a                       | Modalità |
| -------- | ---------------- | ----------------------- | -------- |
| C        | Andreas Brandts  | Fortuna Colonia         |          |
| C        | Jo Montanes      | Borussia Freialdenhoven |          |
| A        | Mario Krohm      | Malines                 |          |
| D        | Dietmar Schacht  | Schalke 04              |          |
| A        | Peter Sendscheid | Schalke 04              |          |
| C        | Erik Wagner      | SC Jülich 1910          |          |
| A        | Frank Weber      | Pirmasens               |          |

### Sessione invernale
| Acquisti | Acquisti            | Acquisti        | Acquisti |
| R.       | Nome                | da              | Modalità |
| -------- | ------------------- | --------------- | -------- |
| C        | Hans-Jürgen Brunner | Norimberga      |          |
| A        | Helmut Rombach      | Hertha Berlino  |          |
| A        | Mikhail Rusayev     | Lokomotiv Mosca |          |

| Cessioni | Cessioni | Cessioni          | Cessioni |
| R.       | Nome     | a                 | Modalità |
| -------- | -------- | ----------------- | -------- |
| A        | Leo Bunk | Kickers Stoccarda |          |

## Risultati

### 2. Bundesliga

#### Girone di andata
| Arbitro: | Dellwing |

|            |           |                |
| Trares 55’ | Marcatori | 27’, 71’ Kober |

| Arbitro: | Rubel |

|                       |           |  |
| Reich 27’ (rig.), 29’ | Marcatori |  |

| Arbitro: | Schmidhuber |

|  |           |                                                         |
|  | Marcatori | 7’ Anderbrügge 17’ Sendscheid 85’ Marquardt 90’ Goldbæk |

| Arbitro: | Correll |

|           |           |            |
| Menke 32’ | Marcatori | 38’ Zschau |

| Arbitro: | Malbranc |

|                       |           |  |
| Dämgen 36’ Krella 50’ | Marcatori |  |

| Arbitro: | Schmidt |

|                    |           |  |
| Dinauer 80’ (rig.) | Marcatori |  |

| Arbitro: | Weber |

|  |           |          |
|  | Marcatori | 87’ Janz |

| Arbitro: | Welz |

|                            |           |                |
| Wollitz 30’ Glöde 61’, 67’ | Marcatori | 81’ Zimmermann |

| Arbitro: | Holst |

|  |           |               |
|  | Marcatori | 74’ Abramczik |

| Arbitro: | Diekert |

|                                                             |           |                                 |
| Kau 10’ (aut.) Buchheister 13’ Steidl 83’ Dämgen 88’ (aut.) | Marcatori | 19’ Trares 48’ Zschau 65’ Beyel |

| Arbitro: | Fux |

|                |           |                                               |
| Schmelting 62’ | Marcatori | 7’ Beyel 32’, 36’ Lipka 69’ Krella 75’ Zschau |

| Arbitro: | Kraus |

|                           |           |            |
| Zimmermann 27’ Trares 76’ | Marcatori | 90’ Yeboah |

| Arbitro: | Osmers |

|           |           |                           |
| Banach 4’ | Marcatori | 12’ Zschau 90’ Zimmermann |

| Arbitro: | Amerell |

|                                |           |  |
| Beyel 10’, 53’ Bunk 57’ (rig.) | Marcatori |  |

| Arbitro: | Gangkofer |

|                                      |           |           |
| Zernicke 52’ Halvorsen 59’ Gries 79’ | Marcatori | 11’ Beyel |

| Arbitro: | Harder |

|                                                                        |           |             |
| Trares 13’, 80’ (rig.), 81’ Beyel 17’ Delzepich 41’ Schneider 88’, 90’ | Marcatori | 65’ Posipal |

| Arbitro: | Schneider |

|          |           |  |
| Kuhl 66’ | Marcatori |  |

| Arbitro: | Broska |

|                       |           |           |
| Krella 33’ Zschau 72’ | Marcatori | 37’ Sachs |

| Arbitro: | Merk |

|                                                   |           |                      |
| Keim 13’ Vollmer 31’ Grabosch 72’ Grillemeier 79’ | Marcatori | 15’ Zschau 90’ Beyel |

#### Girone di ritorno
| Arbitro: | Birlenbach |

|                              |           |            |
| Tönnies 13’, 70’ Schmidt 67’ | Marcatori | 88’ Trares |

| Arbitro: | Bruch |

|                          |           |                |
| Schneider 65’ Trares 84’ | Marcatori | 25’ Radojewski |

| Arbitro: | Scheuerer |

|                                       |           |            |
| Sendscheid 23’ Schacht 48’ Müller 70’ | Marcatori | 10’ Krella |

| Arbitro: | Fröhlich |

|           |           |                                    |
| Beyel 69’ | Marcatori | 15’ Thoben 18’, 68’ van der Pütten |

| Arbitro: | Domberg |

|                                 |           |                           |
| Müller 14’ Ruthe 21’ Wasner 68’ | Marcatori | 47’ Trares 58’ Zimmermann |

| Arbitro: | Führer |

|                             |           |                |
| Delzepich 16’ Schneider 72’ | Marcatori | 78’ Steinfurth |

| Arbitro: | Correll |

|           |           |               |
| Trieb 32’ | Marcatori | 76’ Delzepich |

| Arbitro: | Kriegelstein |

|            |           |           |
| Prusik 57’ | Marcatori | 72’ Voigt |

| Arbitro: | Theobald |

|                                  |           |                |
| Steiner 5’ Helmig 10’ Kontny 78’ | Marcatori | 88’ Zimmermann |

| Arbitro: | Albrecht |

|                                    |           |  |
| Schneider 21’ Delzepich 70’ (rig.) | Marcatori |  |

| Arbitro: | Krug |

|                              |           |                     |
| Lipka 47’ Brunner 74’ (rig.) | Marcatori | 50’, 90’ Schmelting |

| Saarbrücken 14 aprile 1990, ore 15:00 CEST 31ª giornata | Saarbrücken | 0 – 0 referto | Alemannia Aquisgrana | Ludwigsparkstadion (4 200 spett.)\| Arbitro: \| Strigel \| |
| Arbitro:                                                | Strigel     |               |                      |                                                            |

| Arbitro: | Föckler |

|                |           |                                |
| Zimmermann 13’ | Marcatori | 16’ Tschiskale 71’, 88’ Banach |

| Colonia 29 aprile 1990, ore 15:00 CEST 33ª giornata | Fortuna Colonia | 0 – 0 referto | Alemannia Aquisgrana | Südstadion (4 000 spett.)\| Arbitro: \| Eli \| |
| Arbitro:                                            | Eli             |               |                      |                                                |

| Arbitro: | Umbach |

|             |           |           |
| Rusayev 88’ | Marcatori | 85’ Gries |

| Arbitro: | Fröhlich |

|                        |           |  |
| Bremser 40’ Acquah 75’ | Marcatori |  |

| Aquisgrana 10 maggio 1990, ore 20:15 CEST 36ª giornata | Alemannia Aquisgrana | 0 – 0 referto | Darmstadt | Stadio Tivoli (7 200 spett.)\| Arbitro: \| Kentsch \| |
| Arbitro:                                               | Kentsch              |               |           |                                                       |

| Arbitro: | Wiesel |

|                                     |           |  |
| Schneider 13’ Wolff 35’ Scheler 90’ | Marcatori |  |

| Arbitro: | Barnick |

|                           |           |          |
| Delzepich 32’ Rombach 80’ | Marcatori | 84’ Bunk |

### Coppa di Germania
| Arbitro: | Kirsten |

|                   |           |  |
| Mohr 78’ Mähn 86’ | Marcatori |  |

## Statistiche

### Statistiche di squadra
| Competizione      | Punti | In casa | In casa | In casa | In casa | In casa | In casa | In trasferta | In trasferta | In trasferta | In trasferta | In trasferta | In trasferta | Totale | Totale | Totale | Totale | Totale | Totale | DR  |
| Competizione      | Punti | G       | V       | N       | P       | Gf      | Gs      | G            | V            | N            | P            | Gf           | Gs           | G      | V      | N      | P      | Gf     | Gs     | DR  |
| ----------------- | ----- | ------- | ------- | ------- | ------- | ------- | ------- | ------------ | ------------ | ------------ | ------------ | ------------ | ------------ | ------ | ------ | ------ | ------ | ------ | ------ | --- |
| 2. Bundesliga     | 30    | 19      | 9       | 4       | 6       | 31      | 24      | 19           | 2            | 4            | 13           | 21           | 39           | 38     | 11     | 8      | 19     | 52     | 63     | -11 |
| Coppa di Germania | -     | 0       | 0       | 0       | 0       | 0       | 0       | 1            | 0            | 0            | 1            | 0            | 2            | 1      | 0      | 0      | 1      | 0      | 2      | -2  |
| Totale            | 30    | 19      | 9       | 4       | 6       | 31      | 24      | 20           | 2            | 4            | 14           | 21           | 41           | 39     | 11     | 8      | 20     | 52     | 65     | -13 |

### Andamento in campionato
| Giornata  | 1  | 2  | 3  | 4  | 5  | 6  | 7  | 8  | 9  | 10 | 11 | 12 | 13 | 14 | 15 | 16 | 17 | 18 | 19 | 20 | 21 | 22 | 23 | 24 | 25 | 26 | 27 | 28 | 29 | 30 | 31 | 32 | 33 | 34 | 35 | 36 | 37 | 38 |
| --------- | -- | -- | -- | -- | -- | -- | -- | -- | -- | -- | -- | -- | -- | -- | -- | -- | -- | -- | -- | -- | -- | -- | -- | -- | -- | -- | -- | -- | -- | -- | -- | -- | -- | -- | -- | -- | -- | -- |
| Luogo     | C  | T  | C  | T  | C  | T  | C  | T  | C  | T  | T  | C  | T  | C  | T  | C  | T  | C  | T  | T  | C  | T  | C  | T  | C  | T  | C  | T  | C  | C  | T  | C  | T  | C  | T  | C  | T  | C  |
| Risultato | P  | P  | P  | N  | V  | P  | P  | P  | P  | P  | V  | V  | V  | V  | P  | V  | P  | V  | P  | P  | V  | P  | P  | P  | V  | N  | N  | P  | V  | N  | N  | P  | N  | N  | P  | N  | P  | V  |
| Posizione | 15 | 20 | 20 | 20 | 18 | 19 | 20 | 20 | 20 | 20 | 20 | 19 | 19 | 16 | 18 | 15 | 18 | 13 | 16 | 17 | 15 | 17 | 18 | 19 | 18 | 18 | 17 | 18 | 17 | 17 | 17 | 18 | 18 | 19 | 19 | 19 | 20 | 19 |

Legenda:

Luogo: C = Casa; T = Trasferta. Risultato: V = Vittoria; N = Pareggio; P = Sconfitta.

### Statistiche dei giocatori
| Giocatore      | 2. Bundesliga | 2. Bundesliga | 2. Bundesliga | 2. Bundesliga | Coppa di Germania | Coppa di Germania | Coppa di Germania | Coppa di Germania | Totale   | Totale | Totale      | Totale     |
| Giocatore      | Presenze      | Reti          | Ammonizioni   | Espulsioni    | Presenze          | Reti              | Ammonizioni       | Espulsioni        | Presenze | Reti   | Ammonizioni | Espulsioni |
| -------------- | ------------- | ------------- | ------------- | ------------- | ----------------- | ----------------- | ----------------- | ----------------- | -------- | ------ | ----------- | ---------- |
| J. Beyel       | 21            | 8             | 5             | 0             | 0                 | 0                 | 0                 | 0                 | 21       | 8      | 5           | 0          |
| W. Bolda       | 0             | 0             | 0             | 0             | 0                 | 0                 | 0                 | 0                 | 0        | 0      | 0           | 0          |
| H. Brunner     | 13            | 1             | 4             | 0             | 0                 | 0                 | 0                 | 0                 | 13       | 1      | 4           | 0          |
| L. Bunk        | 19            | 1             | 0             | 0             | 1                 | 0                 | 0                 | 0                 | 20       | 1      | 0           | 0          |
| N. Buschlinger | 34            | 0             | 5             | 0             | 1                 | 0                 | 0                 | 0                 | 35       | 0      | 5           | 0          |
| G. Delzepich   | 34            | 5             | 4             | 0             | 1                 | 0                 | 1                 | 0                 | 35       | 5      | 5           | 0          |
| M. Dämgen      | 34            | 1             | 6             | 0             | 1                 | 0                 | 0                 | 0                 | 35       | 1      | 6           | 0          |
| A. Goss        | 19            | 0             | 0             | 0             | 0                 | 0                 | 0                 | 0                 | 19       | 0      | 0           | 0          |
| H. Gresens     | 16            | 0             | 3             | 0             | 1                 | 0                 | 0                 | 0                 | 17       | 0      | 3           | 0          |
| M. Högner      | 0             | 0             | 0             | 0             | 0                 | 0                 | 0                 | 0                 | 0        | 0      | 0           | 0          |
| P. Jackisch    | 10            | 0             | 0             | 0             | 0                 | 0                 | 0                 | 0                 | 10       | 0      | 0           | 0          |
| V. Jelic       | 9             | 0             | 4             | 0             | 1                 | 0                 | 1                 | 0                 | 10       | 0      | 5           | 0          |
| R. Jörres      | 0             | 0             | 0             | 0             | 0                 | 0                 | 0                 | 0                 | 0        | 0      | 0           | 0          |
| J. Kau         | 37            | 0             | 1             | 0             | 1                 | 0                 | 0                 | 0                 | 38       | 0      | 1           | 0          |
| A. Kockjoy     | 0             | 0             | 0             | 0             | 0                 | 0                 | 0                 | 0                 | 0        | 0      | 0           | 0          |
| P. Korkala     | 1             | 0             | 0             | 0             | 0                 | 0                 | 0                 | 0                 | 1        | 0      | 0           | 0          |
| D. Krella      | 31            | 4             | 1             | 0             | 1                 | 0                 | 0                 | 0                 | 32       | 4      | 1           | 0          |
| T. Krisp       | 31            | 0             | 5             | 0             | 0                 | 0                 | 0                 | 0                 | 31       | 0      | 5           | 0          |
| I. Küpper      | 0             | 0             | 0             | 0             | 0                 | 0                 | 0                 | 0                 | 0        | 0      | 0           | 0          |
| H. Lipka       | 27            | 3             | 8             | 0             | 0                 | 0                 | 0                 | 0                 | 27       | 3      | 8           | 0          |
| J. Nelles      | 13            | 0             | 4             | 1             | 0                 | 0                 | 0                 | 0                 | 13       | 0      | 4           | 1          |
| W. Prusik      | 10            | 1             | 0             | 0             | 0                 | 0                 | 0                 | 0                 | 10       | 1      | 0           | 0          |
| H. Rombach     | 12            | 1             | 1             | 0             | 0                 | 0                 | 0                 | 0                 | 12       | 1      | 1           | 0          |
| J. Rosenau     | 0             | 0             | 0             | 0             | 0                 | 0                 | 0                 | 0                 | 0        | 0      | 0           | 0          |
| M. Rusayev     | 11            | 1             | 1             | 0             | 0                 | 0                 | 0                 | 0                 | 11       | 1      | 1           | 0          |
| F. Schlutter   | 1             | 0             | 0             | 0             | 0                 | 0                 | 0                 | 0                 | 1        | 0      | 0           | 0          |
| T. Schneider   | 18            | 5             | 3             | 1             | 1                 | 0                 | 0                 | 0                 | 19       | 5      | 3           | 1          |
| B. Trares      | 30            | 9             | 10            | 0             | 1                 | 0                 | 0                 | 0                 | 31       | 9      | 10          | 0          |
| M. Vigna       | 6             | 0             | 0             | 0             | 0                 | 0                 | 0                 | 0                 | 6        | 0      | 0           | 0          |
| G. Wendt       | 2             | 0             | 0             | 0             | 0                 | 0                 | 0                 | 0                 | 2        | 0      | 0           | 0          |
| E. Zimmermann  | 32            | 6             | 11            | 1             | 1                 | 0                 | 0                 | 0                 | 33       | 6      | 11          | 1          |
| J. Zschau      | 18            | 6             | 6             | 1             | 1                 | 0                 | 0                 | 0                 | 19       | 6      | 6           | 1          |
| B. Zumbe       | 3             | 0             | 0             | 0             | 1                 | 0                 | 0                 | 0                 | 4        | 0      | 0           | 0          |